# Полігональне кріплення
Крі́плення полігона́льне (рос. крепь полигональная, англ. polygonal support; нім. Mehreckausbau m) — гірниче кріплення багатокутної форми, що складається з прямолінійних елементів, сполучених шарнірно що працюють, в основному, на стиснення. 
Полігональне кріплення виконується з відрізків круглого деревини або залізобетонних балок, плит, металевих двотаврових або швелерних балок. Призначене для капітальних гірничих виробок великого поперечного перетину; застосовується також як посилювальне кріплення (кроквяне кріплення), що встановлюється всередині основного трапецієподібного кріплення при значному тиску з боку покрівлі, боків і ґрунту виробки. Як основне кріплення не набуло поширення внаслідок недостатньої стійкості і складності його зведення.